# يانغ زيي
يانغ زيي هو لاعب كرة قدم صيني في مركز الوسط، ولد في 14 ديسمبر 1995 في غوانزو في الصين.